# Synagoge (Walldürn)
Die ehemalige Synagoge in Walldürn, einer Stadt im Neckar-Odenwald-Kreis, wurde um 1755 errichtet und bestand bis 1937.

## Geschichte

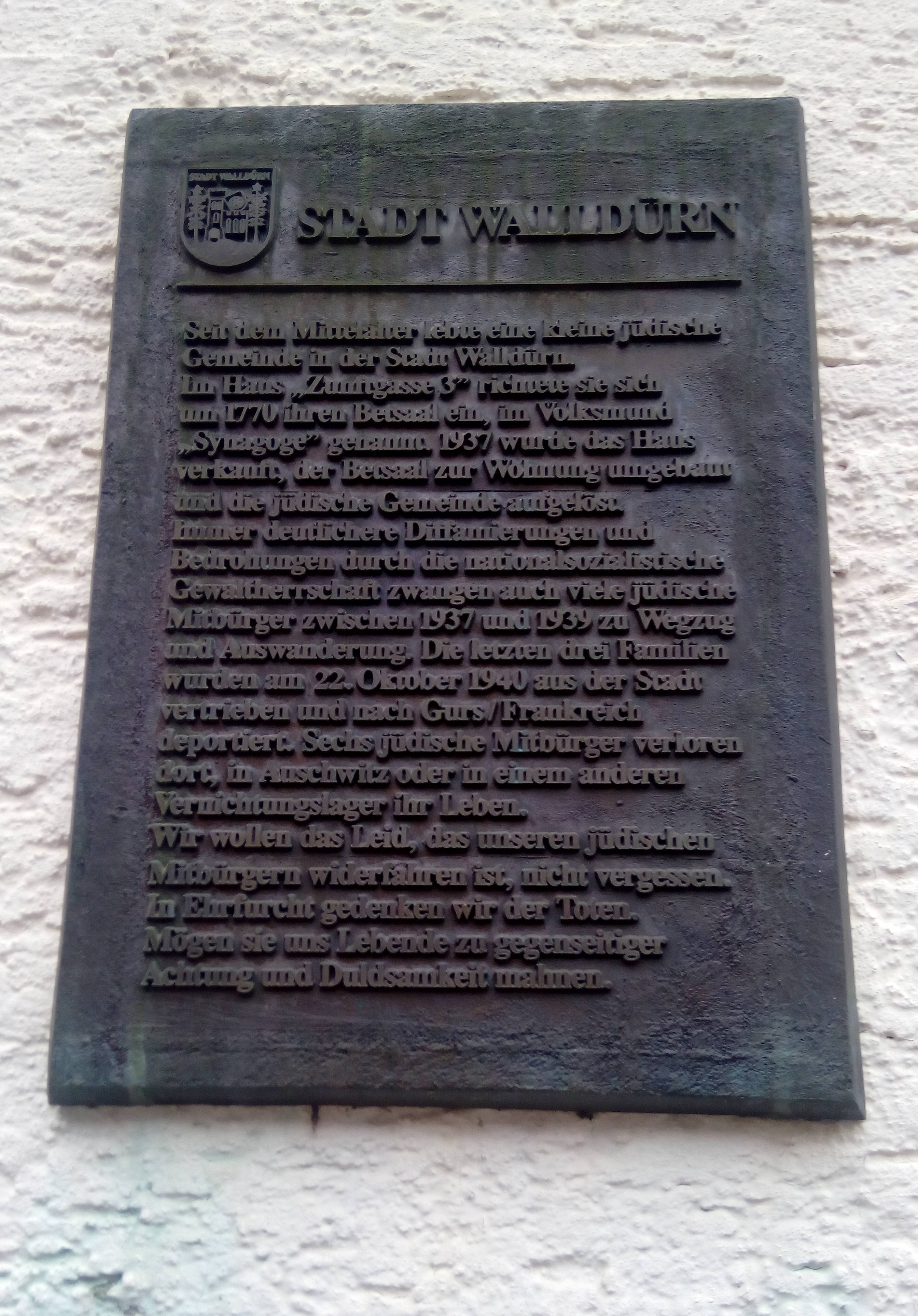
Gedenktafel am Gebäude, in dem sich der ehemalige Betsaal befand

Nachdem etwa im Jahre 1770 die erforderliche Zahl der religionsmündigen jüdischen Männer erreicht worden war, richtete sich die Gemeinde in dem 1755 erbauten Gebäude Zunftgasse 3 einen Betsaal bzw. eine Synagoge ein. Der Betsaal befand sich im zweiten Stockwerk des Gebäudes. Jedoch konnten nicht immer Gottesdienste abgehalten werden, da zwischen 1890 und 1921 in der Gemeinde kein Minjan vorhanden war. Als nach 1920 die Zahl der Gemeindeglieder vorübergehend wieder anstieg, wurden auch wieder regelmäßig Gottesdienste abgehalten. Die Synagoge in Walldürn war noch bis 1937 Mittelpunkt der immer kleiner werdenden jüdischen Gemeinde Walldürn. 1937 wurde das Gebäude mit dem Betsaal verkauft und zu einem Wohnhaus umgebaut. Nach dem Beschluss des Walldürner Gemeinderats vom 16. Oktober 1989 wurde am Haus des ehemaligen Betsaales eine Gedenktafel angebracht.